# Good Golly Miss Molly
«Good Golly Miss Molly» — песня, написанная американскими музыкантами Джоном Мараскалко и Робертом Блэкуэллом. Впервые была записана Литл Ричардом в 1956 году и стала одним из его самых популярных хитов. Песню также записывали The Valiants (1957), The Swinging Blue Jeans (1963), Creedence Clearwater Revival (1968) и другие.

## Версия Литл Ричарда
Литл Ричард записал изначально две версии песни: быструю (30 июля 1956) и медленную (15 октября); последняя была выпущена на сингле в январе 1958 года, а также включена в альбом «Little Richard». В этой версии Ричард повторяет вступление песни «Rocket 88» Джеки Бренстона 1951 года. Сингл занял 10-е место в «горячей сотне» журнала «Биллборд» и 4-е место в категории ритм-н-блюза. Ричард потом не раз записывал «Good Golly Miss Molly».